# Masaaki Ōsawa
Masaaki Ōsawa (大澤正明, Oosawa Masaaki) és un polític japonés nascut a Ōta, a la prefectura de Gunma, el 21 de gener de 1946. Va ser governador de Gunma durant tres legislatures, des de 2007 fins a 2019. Ōsawa forma part del Partit Liberal Democràtic.

## Biografia

### Naixement i estudis
Ōsawa va nàixer al poble d'Ojima, a l'antic districte de Nitta (actualment forma part de la ciutat d'Ōta). Son pare, Meiji Ōsawa, va ser alcalde d'Ojima. El 1964 es gradua a l'escola superior prefectural de Gunma i el 1969 es gradua a la Universitat de Keiō, a la facultat d'enginyeria. L'any 1970 es gradua a l'escola de l'armada de les Forces d'Autodefensa del Japó.

### Treball i política
El 1971, Ōsawa comença a treballar en una empresa de construcció. A més d'això comença a servir com a regidor a la seua ciutat natal d'Ojima durant dues legislatures, des de 1983 fins a 1991 i, després, com a diputat de l'Assemblea Prefectural de Gunma durant quatre legislatures, des de 1991 fins al 2007, quan deixa el seu escó per a presentar-se a governador de Gunma.

### Com a governador (2007-2019)
El 2007, Ōsawa deixa el seu escó a l'assemblea prefectural per a presentar-se a les eleccions a governador d'aquell any, presentant-se com a candidat del Partit Liberal Democràtic i no com a independent, com solen fer molts candidats. Ōsawa va guanyar al fins aleshores governador, Hiroyuki Kodera que en aquella ocasió s'havia presentat com a candidat del Partit Democràtic. Després d'això, Ōsawa es convertí en l'únic governador del PLD en tot el Japó. El 28 de juliol d'eixe any és anomenat oficialment governador de Gunma. El 2011 torna a revalidar el càrrec, tot i que aquesta vegada ho farà com a candidat independent amb el suport del PLD, els demobudistes del Komeito i el partit de tots. Aquell mateix any i poc després d'haver sigut reelegit, Ōsawa va confessar que havia mantingut una relació amb una dona al treball després que aquesta informació isquera a la llum. El juliol de 2015 Ōsawa es reelegit per tercera vegada, també com a candidat independent amb el suport dels partits de la dreta. El 6 de febrer de 2018 Ōsawa anuncia que no es tornarà a presentar com a candidat a les eleccions a governador previstes per al 2019. El 27 de juliol de 2019 amb les eleccions finalitza el seu termini al càrrec, sent rellevat com a governador per l'exministre i també candidat de la dreta Ichita Yamamoto.